# فاري (زاكارباتسكا)
فاري (Вари) هي مدينة في مقاطعة زاكارباتسكا في أوكرانيا.
يبلغ عدد سكانها حوالي 3,076 نسمة.